# Edmund von Krieghammer
Edmund Freiherr von Krieghammer (ur. 4 czerwca 1832 w Lanžhot, zm. 21 sierpnia 1906 w Bad Ischl) – oficer Armii Austro-Węgier w stopniu generała kawalerii (niem. General der Cavalerie), w latach 1893-1902 minister wojny Austro-Węgier.

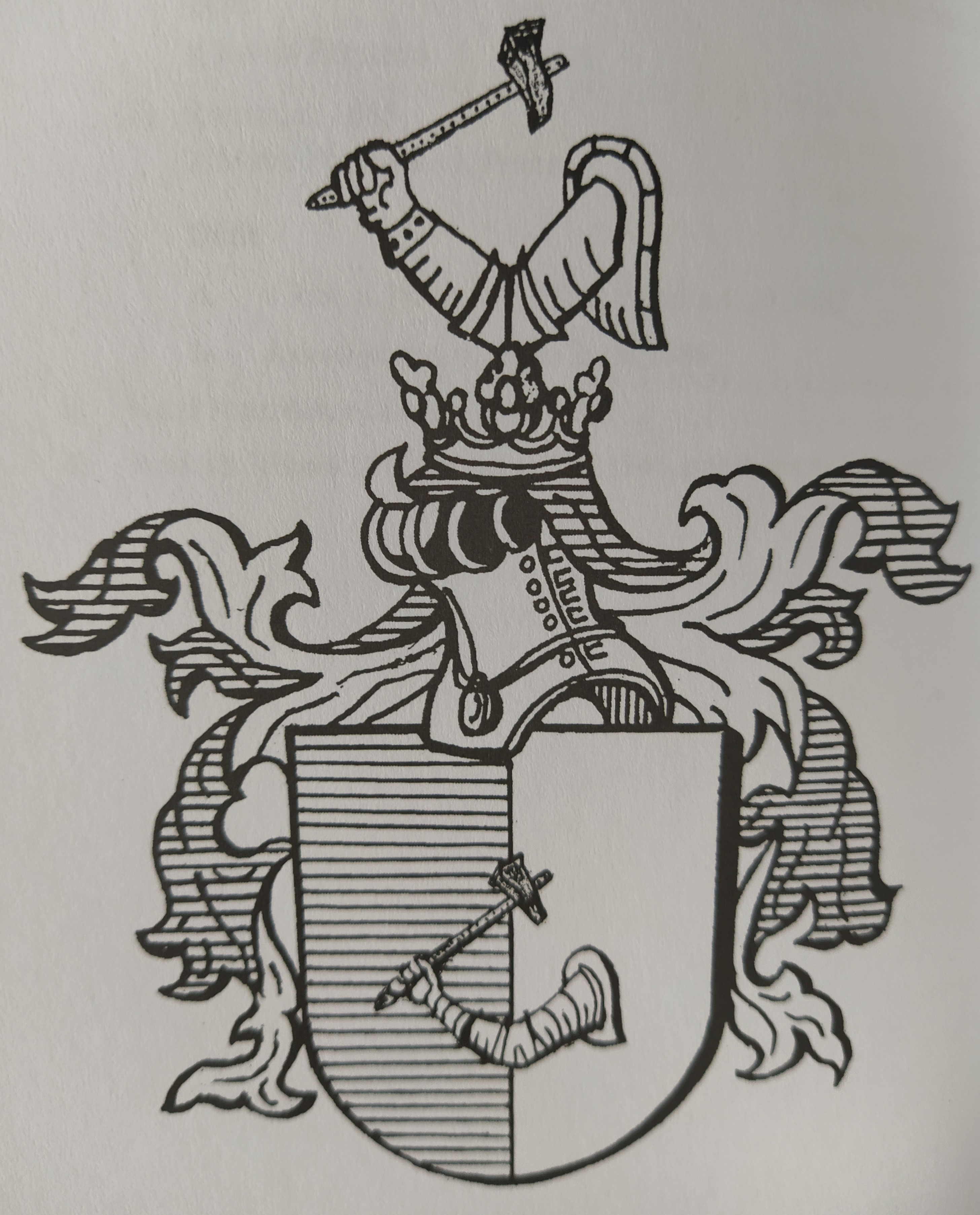
Herb Edmunda von Krieghammera.

## Życiorys
Po ukończeniu Terezjańskiej Akademii Wojskowa w 1849 roku, służył w 5. Pułku Kirasjerów. W stopniu rotmistrza (niem. Rittmeister) uczestniczył w wojnie prusko-austriackiej. Po zakończeniu konfliktu odbywał kursy w Szkole Kawalerii i Szkole Wojennej w Wiedniu. W latach 1869-1872 był, w stopniu majora, adiutantem cesarza Franciszka Józefa. W kolejnych latach awansował osiągając w 1879 roku stopień generała majora, a dwa lata później objął dowództwo nad brygadą kawalerii w Marburgu W 1886 roku marszałek polny porucznik (niem. Feldmarschalleutnant) Krieghammer został dowódcą dywizji kawalerii we Lwowie, a w 1888 w Grazu. Rok później został komendantem 1. Korpusu w Krakowie. 23 września 1893 roku po nagłej śmierci ministra wojny von Bauera, na wniosek Szefa Sztabu Generalnego Friedricha von Becka, zastąpił go na tym stanowisku. Po objęciu funkcji ministra wojny Krieghammer doprowadził do konfliktu z parlamentami Austriackim i Węgierskim. W trakcie swojej kadencji udało mu się zreformować szkolenia podoficerów i oficerów, jednak konflikt z byłym poplecznikiem, von Beckiem, uniemożliwił mu realizację planów unowocześnienie artylerii. Udało się to dopiero jego następcy Heinrichowi von Pitreichowi. Ustąpił ze stanowiska dopiero 17 grudnia 1902 roku po konflikcie z parlamentem Węgierskim, którego przyczyną było uchwalenie Ustawy Obronnej. Głównym powodem, dla którego Krieghammer tak długo utrzymał się na stanowisku, było zaufanie jakim darzył go cesarz Franciszek Józef i to dzięki jego protekcji pełnił funkcję ministra wojny przez niemal 10 lat. W stan spoczynku przeszedł w 1903 roku. Od 1889 był szefem 100. Pułk Piechoty.

## Odznaczenia
Odznaczenia von Krieghammera to między innymi:
- Krzyż Wielki Orderu Świętego Stefana
- Krzyż Wielki Orderu Leopolda
- Kawaler Orderu Żelaznej Korony I klasy
- Krzyż Zasługi Wojskowej
- Medal Wojenny
- Srebrny Medal Jubileuszowy Pamiątkowy Dworski
- Medal Jubileuszowy Pamiątkowy dla Sił Zbrojnych i Żandarmerii
- Odznaka za Służbę Wojskową I klasy
- Członek Zakonu Krzyżackiego
- Krzyż Wielki Orderu Świętego Józefa (Toskania)
- Order Świętej Anny I klasy (Imperium Rosyjskie)
- Order Świętego Stanisława II klasy z koroną (Imperium Rosyjskie)
- Order Orła Czarnego (Prusy)
- Krzyż Wielki Orderu Orła Czerwonego (Prusy)
- Order Królewski Korony II klasy (Prusy)
- Krzyż Wielki Zasługi Wojskowej (Hiszpania)
- Krzyż Wielki Orderu Zasługi Wojskowej (Bawaria)
- Komandor Orderu Zasługi Świętego Michała (Bawaria)
- Krzyż Wielki Orderu Korony Wirtemberskiej (Wirtembergia)
- Krzyż Wielki Orderu Gwiazdy Rumunii (Rumunia)
- Krzyż Wielki Orderu Orła Białego (Serbia)
- Krzyż Wielki Orderu Świętego Aleksandra (Bułgaria)
- Wielka Wstęga Orderu Wschodzącego Słońca (Japonia)
- Kawaler Wielkiej Wstęgi Orderu Słonia Białego (Syjam)
- Order Lwa i Słońca I klasy w brylantach (Persja)
- Komandor I klasy Orderu Alberta (Saksonia)
- Komandor Orderu Zbawiciela (Grecja)
- Komandor Orderu Korony Wendyjskiej (Meklemburgia)
- Order Medżydów II klasy (Imperium Osmańskie)
- Order Osmana III klasy (Imperium Osmańskie)